# 维克托·伊瓦尔沃
维克托·伊瓦尔沃（西班牙語：Segundo Víctor Ibarbo Guerrero，1990年5月19日—）是哥倫比亞的職業足球運動員，司職前鋒，現效力於哥倫比亞甲組足球聯賽卡利美洲。

## 外部連結
- Soccerway資料庫：维克托·伊瓦尔沃